# 新汶矿业
山东能源新汶矿业（集团）有限责任公司，簡稱山东能源新汶矿业（集团）、山东能源新汶矿业，以及新汶矿业（英語：Shandong Energy Xinwen Mining Group Company Limited），於1956年由當時国家煤炭部安排成立，名為前身「新汶礦務局」，之後於2010年12月，和另外5家礦業，也就是由淄博礦業、棗莊矿业、肥城矿业、临沂矿业，以及龍口礦業安排組成「山東能源集團有限公司」，也就是由山東省政府批准於2011年3月21日組成而設，自此成為旗下公司。
現時業務在國內除了經營生產及銷售各種煤炭產品，還包括煤化工、装备制造，以及现代服务等，而總部位於山东省南大门，而董事長及李希勇，以及總經理為張文。

## 外部連結
- xwky.cn （页面存档备份，存于）